# Canelas (Penafiel)
Canelas ist eine Gemeinde und Kleinstadt im Norden Portugals.
Canelas gehört zum Kreis Penafiel im Distrikt Porto, besitzt eine Fläche von 11,8 km² und hat 1579 Einwohner (Stand 19. April 2021).